# Mijail Uliánov
Mijaíl Aleksándrovich Uliánov (en ruso: Михаил Александрович Ульянов; 20 de noviembre de 1927-26 de marzo de 2007) fue un actor soviético y ruso, que fue una de las personas más reconocidas del teatro y el cine soviéticos posteriores a la Segunda Guerra Mundial. Fue nombrado Artista del Pueblo de la URSS en 1969, Héroe del Trabajo Socialista en 1986 y recibió un premio especial del Festival de Cine de Venecia en 1982.
El resultado de una larga carrera como actor fue varias docenas de papeles en el escenario y alrededor de 70 en películas. El crítico Valeri Kichin escribió: "Era un actor que estaba sujeto a cualquier color, desde el alto patetismo hasta lo grotesco, desde el drama popular hasta la excentricidad circense". El Teatro Vajtángov era para él una parte inseparable de su vida, un “segundo hogar”, sin el cual no podía imaginarse a sí mismo. En él, superó a muchas figuras históricas importantes (Iósif Stalin, Marco Antonio, Cayo Julio César,  Ricardo III, Napoleón Bonaparte, Serguéi Kírov, Poncio Pilato, Vladímir Lenin) y personajes ficticios de obras icónicas ( Víctor en "Melodía de Varsovia", Brighella en " Princesa Turandot ", Gulevoy en " Caballería ", Edigeya en "Y el día dura más de un siglo").
La gama de papeles cinematográficos del actor fue increíblemente amplia y varió desde "líderes duros, personas fuertes y de voluntad fuerte" hasta "informantes" cobardes "y dramaturgos garabateados". La imagen del comandante Georgui Zhúkov, encarnada por él en " Liberation " y otras películas militares (alrededor de 20 cintas), fue reconocida por críticos y espectadores como la más memorable en la carrera cinematográfica del actor. Otros papeles notables de Ulyanov incluyeron a Yegor Trúbnikov ("Presidente"), Dmitri Karamázov (Los hermanos Karamázov), el general Grigori Charnota (" La huida (película de 1970) "), el dramaturgo Kim Yesenin ("Tema "), Serguéi Abrikósov ("Vida privada (película de 1982) "), Él es un exesposo (" Sin testigos "), Iván Afonin (" Voroshilov Shooter "), "Padre" (" Antikiller ") [5] [12] .
Como director, participó en el rodaje de Los hermanos Karamázov, realizó de forma independiente un largometraje y más de una representación teatral. En 1987, se convirtió en director artístico del Teatro Vajtángov y ocupó este cargo hasta el final de su vida . Como escritor, fue autor de cinco libros sobre sí mismo y su profesión. Por su trabajo fue galardonado con numerosos premios y obsequios, recibió un premio especial del jurado en el Festival de Cine de Venecia (1983).
Uliánov murió la noche del 26 de marzo de 2007 en un hospital de Moscú. La causa de la muerte fueron problemas renales graves que se desarrollaron en la etapa terminal de la enfermedad oncológica. El 29 de marzo, el actor fue enterrado en el Cementerio Novodévichi con honores militares, que fueron organizados por los veteranos de Moscú de la Gran Guerra Patria. El petrolero del Ártico y el Teatro Dramático del Norte del Estado de Omsk en la ciudad de Tara llevan el nombre del actor, junto al cual se le erigió un monumento en 2012.

## Biografía

### Infancia
Los Uliánov se establecieron en Siberia durante la época de Pyotr Stolypin. El abuelo de Mikhail extraía oro en  Aldan, donde, muy probablemente, perdió una pierna y luego trabajó como oficinista en Bergamak. El abuelo y la abuela por parte paterna terminaron sus vidas en los pantanos de Vasyugan, donde fueron exiliados por los bolcheviques.
Mijaíl Uliánov nació el 20 de noviembre de 1927 en el pueblo de Bergamak, distrito de Muromtsevsky (ahora la región de Omsk de Rusia). El padre, Alexander Andreevich Ulyanov (11 de octubre de 1903 - 29 de enero de 1974), fue el director de un pequeño artel de carpintería, la madre Elizaveta Mikhailovna Ulyanova (de soltera Zhukova) (5 de noviembre de 1907 - 2 de febrero de 1966), era ama de casa. En los medios modernos, hay información errónea de que Mikhail estaba registrado con el apellido de soltera de su madre, lo cual no es cierto y nunca ha sido confirmado por el propio Ulyanov ni en numerosas entrevistas ni en ninguno de los cinco libros. Junto con Misha, creció su hermana Margarita (2 de abril de 1931 - 30 de abril de 2017).
Cuando Misha tenía tres años, la familia se mudó al pueblo de Catherine , ubicado no lejos de Bergamak. Después de vivir allí por un corto tiempo, los Ulyanov fueron a la ciudad de Tara , donde al principio vivieron en una casa alquilada [16] y pasó su infancia y juventud en la ciudad de Tara, óblast de Omsk.  Aunque había reprobado sus exámenes en la Escuela Schepkinskoe y en la Escuela de Teatro de Arte de Moscú, se mudó a Omsk en 1944 para convertirse en actor. Después de dos años de estudios en el estudio de Omsk Drama, se fue a Moscú y entró en la Escuela de Teatro Schukin en 1946.

### Enseñanza de los fundamentos de la actuación

#### Omsk: primeros profesores y lecciones
Tras establecerse en Omsk, donde su madre, Elizaveta Mijáilovna, le vio partir con un simple saco de patatas, Uliánov estudió durante dos años en un estudio del Teatro Dramático Académico de Omsk; La directora artística y actriz principal del teatro Lina Samborskaya, el joven Uliánov y sus compañeros de estudios consideraban "la cima inalcanzable". El actor recordó más tarde que cuando la vio, "escultural, majestuosa, como  Catalina II", se dio cuenta de que él, "un hombre pequeño y de cabeza tan robusta", no sería aceptado en el estudio. Sin embargo, tras leer un fragmento de Almas muertas, le dieron "luz verde".
Esta "insoportable", como la llamó el propio Uliánov, etapa de su vida la pasó intranquilo, trabajando en bocetos, visitando la sala de ensayos del teatro y haciendo de figurante en algunas producciones. Sesiones individuales con Uliánov dirigió el actor de teatro Mijaíl Ilovayski, un erudito, "fascinante" estudia sus historias sobre las personas que conoció en su trayectoria vital Simultáneamente con la formación en el estudio Michael intentó realizar un curso completo en la escuela de pilotos de caza de Omsk, pero no tuvo tiempo, porque la guerra terminó Además, Ulianov trabajó durante seis meses como locutor matutino en la radio de Omsk, "acostumbrándose poco a poco al micrófono".
Entonces, tratando de arreglar de algún modo su aguda voz sonora, Uliánov gritó a pleno pulmón, tanto que su compañero de casa y colega a tiempo parcial en el Drama Nikolái Kolésnikov se dio cuenta. El resultado del tormento fue esa característica "voz ronca e incorpórea" que Mijaíll Aleksándrovich poseyó durante el resto de su vida.
Durante sus estudios en el estudio de Omsk, Uliánov consiguió conocer a muchos artistas famosos e interpretar muchos papeles en producciones de formación, entre ellos Borís (Tormenta), Shmagu (Culpable sin culpa), Kochkaryova (Matrimonio (obra)|Matrimonio). Sin embargo, todos estos dos años Mijaíl soñaba con interpretar a "Yago" en Otelo, papel que, para gran pesar de Uliánov, nunca le asignaron en su momento.

#### Moscú: Estudio y Teatro Vajtángov
Uliánov trabajó en el Teatro Vajtángov desde 1950 y lo dirigió desde 1987. Interpretó una amplia gama de personajes en el escenario, siendo Rogozhin en El idiota de Dostoievski el más notable de ellos. En 1979, puso en escena la épica novela de Vasili Shukshín He venido a darte libertad, donde interpretó a Stepán Razin. En 1985, presentó el panfleto satírico The Child Buyer del dramaturgo estadounidense John Hersey.
En lo que respecta al cine, a menudo se le asignó el papel de acérrimos líderes comunistas como Vladímir Lenin y el mariscal Zhúkov. Su conocido personaje Yegor Trúbnikov en Predsedátel (Presidente) (1964) se convirtió en un clásico soviético y su papel más emblemático.
Los hermanos Karamázov, una película de 1969 que codirigió, fue nominada para el Premio de la Academia a la Mejor Película en Lengua Extranjera y fue inscrita en el 6.º Festival Internacional de Cine de Moscú. También protagonizó Tema (1979) y Vida privada (1982), las películas que ganaron los principales premios en el Festival de Cine de Berlín y el Festival de Cine de Venecia, respectivamente.
Más recientemente, fue aclamado por los papeles de Julio César en la proyección de la obra de Shakespeare (1990), Poncio Pilato en la adaptación cinematográfica de El maestro y Margarita (1994), y un veterano tirador vengador en El fusilero del regimiento de Voroshilov (1999), dirigida por Stanislav Govorujin. Murió el 26 de marzo de 2007 de una enfermedad gastrointestinal.

## Filmografía seleccionada
- Oní byli pérvymi (1956) como Alekséi Kolyvánov
- Ekaterina Vorónina (1957) como Sutyrin
- The House I Live In (1957) como Dmitri Fíodorovich Kashirin
- Dobrovoltsy (1958)
- Shli soldaty (1958)
- Gorod na zaré (1959) como Belous
- Stuchis' v lyubuyu dver' (1959)
- A Simple Story (1960) como Andrey Egorovich Danilov
- Baltíyskoe nebo (1961) como Rassojin
- Bitva v putí (1961) como Dmitri Bájirev
- Molodo-zeleno (1962) como Lizlov
- Eto sluchilos v milítsii (1963) (voz)
- Silence (1964) como Piotr Ivánovich Bykov
- The Alive and the Dead (1964) como Sergei Filippovich, Comandante Militar
- The Chairman (1964) como Yegor Trubnikov
- Solange Leben in mir ist (1965) como Frolow
- Frozen Flashes (1967) como el general Alexander Gorbatov
- Los hermanos Karamázov (1969) como Dmitri Karamazov
- Unterwegs zu Lenin (1969) como Lenin
- Liberation (1969-1971, part 1-5) como el Mariscal Georgy Konstantinovitch Zhukov
- The Flight (1970) como el general Gregory Lukyanovich Charnota
- Anflug Alpha I (1971) como el General Arkatow
- Trotz alledem! (1972) como Lenin
- More v ogne (1972) como Georgui Zhúkov
- Yegor Bulychyov i druguíye (1972) como Yegor Bulychov
- Samyy posledniy den (1973) como Semyon Kolvalyov
- Blokada (1974, 1977, partes 1, 2) como Zhukov
- Take Aim (1975) como el Mariscal Georgy Zhukov
- Legenda o Tile (1977) como Klaas
- Soldiers of Freedom (1977, TV Mini-Series) como el Mariscal Georgy Zhukov
- Pozovi menya v dal svetluyu (1978) como Nikolay
- Obrátnaya svyaz (1978) como Ignat Maksimovich Nurkov
- Tema (1979) como Kim Yesenin, writer
- Posledniy pobeg (1981) como Kustov
- Fevralski véter (1981)
- Fakty minúvshego dnya (1981)
- Private Life (1982) como Sergei Nikitich Abrikosov
- Without Witness (1983) como él mismo
- Esli vrag ne sdayotsya... (1983) como Mariscal Georgiy Zhukov
- Den komandira divizii (1983) como Zhukov
- Pobeda (1985) como Zhukov
- Marshal Zhukov, stranitsy biografii (1985)
- Batalla de Moscú (1985) como el mariscal Georgy Zhukov
- Vybor (1988) como Vladimir Vasilyev
- Zakon (1989) como Zhukov
- Nash bronepoyezd (1989)
- Stalingrad (1990) como el mariscal Georgy Zhukov
- Dom pod zvyozdnym nebom (1991) como Bashkirtsev Andrey Nikolaevich, académico
- Sam ya - vyatskiy urozhenets (1992) como Alexandr Kirpikov
- Kooperativ Politbyuro ili budet dolgim proshchanie (1992)
- Everything Will Be Fine! (1995) como el Abuelo
- Velikiy polkovodets Georgiy Zhukov (1995) como Georgi Zhukov
- Tayna Marchello (1997)
- Sochinenie ko Dnyu Pobedy (1998) como Dyakov
- The Rifleman of the Voroshilov Regiment (1999) como Ivan Fyodorovich Afonin
- Severnoe siyanie (2001) como el Viejo en la casa del campo
- Antikiller (2002) como Padre, jefe criminal
- El Maestro y Margarita (2006) como Poncio Pilato (final film role)

## Honores y premios
- Héroe del trabajo socialista (1986)[30]
- Orden al Mérito de la Patria, tercera clase (17 de octubre de 1996), por servicios al estado y una contribución destacada al arte teatral.
- Dos órdenes de Lenin (1986,?)
- Orden de la Revolución de Octubre (1977)
- Premio Lenin (1966) - por su interpretación de Yegor Ivanovich Trubnikov en el largometraje "El presidente"
- Premio Estatal RSFSR, Stanislavsky (1975) - por su papel en la obra Druyanova "Día tras día", AL Veytslera y A. Misharin
- Premio estatal de la URSS (1983) - por interpretar a Sergei Nikitich Abrikosov en la película "Vidas privadas" (1982)
- Artista popular de la RSFS de Rusia (1965)
- Artista popular de la URSS (1969)
- Honrado Trabajador de la Cultura de la República Popular de Polonia (1974)
- "León de Oro" (Festival de Cine de Venecia, 1982) por protagonizar la película "Vidas privadas"
- Orden "Por honor y valor" - por el servicio al pueblo ruso y la insignia "Olimpo de Oro" (2005)
- Título honorífico único de "Superstar" (2005)
- Nominación al premio Kinotavr por "Premio a las carreras creativas" (1997)
- Premio "Golden Aries" en 1999 al "Mejor actor"
- Premio Presidente de la Federación de Rusia de Literatura y Arte en 1998
- Premio "Crystal Turandot" (1997)
- Máscara dorada (1999)
- Premio "Ídol" (1999)
- En 2008, el nuevo petrolero del Ártico de Rusia recibió el nombre de "Mijaíl Ulianov".